# Антоненко Олександр Володимирович
Антоненко Олександр Володимирович (латис. Aleksandrs Antoņenko, 26 червня 1975, Рига, Латвія) — латвійський тенор-спінто українського походження, який спеціалізується на драматичному репертуарі та виступав як соліст у Національній опері України, театрі Ла Скала, Метрополітен-опері, Лондонській королівській опері, в Парижській опері Бастилія, в оперному театрі Рима, на Зальцбурзькому оперному фестивалі та інших світових оперних сценах. Директор музичного фестивалю у Верб'є назвав його одним з найяскравіших тенорів сучасності.

## Біографія
Олександр Антоненко народився в Ризі у багатодітній українській родині. Як каже він сам «Моя мати приїхала до Латвії, якщо я не помиляюся, в 1961 році, в 1970 році вона вийшла заміж за мого батька, а через п'ять років народився я. … Всі мої родичі народились і виросли в Західній Україні, прямо в західній частині, де Рівне, Сарни, Березне. У моєї бабусі було 18 дітей, тож сім'я родичів така велика і розрізнена.»
Вже в дитинстві Олександр виявляв здатність до музики. У 1992 році закінчив музичну школу і почав
навчатися в Ризькому музичному коледжі імені Язепа Мединьша у класі духових інструментів. Він також навчався на вокальному відділенні в Латвійській музичній академії в класі Арвіда Люсте і одночасно розпочав уроки співу в Маргарити Груздевої. Під час навчання двічі став переможцем Конкурсу молодих співаків для студентів музичних коледжів у 1993 та 1996 роках.
У 1997 році він почав співати у хорі Латвійської національної опери. У 1998 році дебютував у ролі хлопчика Оберто в опері Георга Фрідріха Генделя «Алчіна» і «був надзвичайно гордим з того, що ще не вчився в академії, але є вже солістом в Опері!»
У 1998 році Антоненко закінчив музичний коледж. Маргарита Груздева, яку Олександр сприймає своєю другою матір'ю і продовжує брати у неї уроки, вважала його тенором, хоча багато хто вважав, що його голос — бас-баритон.
У 2004 році Олександр Антоненко був нагороджений срібною статуеткою Великої музичної премії Латвії — вищою державною нагородою Латвії в області музики, яку він заробив у 2003 році.
Після семи років роботи у Латвійській та Естонській національних операх Олександр Антоненко розпочав свою міжнародну кар'єру в Німеччині та Австрії. З 1 вересня 2004 року Олександр став державним солістом Дюссельдорфської опери, де за контрактом взяв участь у 22 виставах. У 2006 році він вперше виступив у ролі кавалера де Ґріє в опері Джакомо Пуччіні «Манон Леско» в Віденській державній опері, а також у Королівській шведській і Норвезькій операх.
Через пандемію Олександр Антоненко припинив гастрольні поїздки і перебуває в Ризі. 6 вересня 2020 року він виступив у Малому Межотнеському палаці, щоб заспівати пісні Петра Чайковського.
Олександр Антоненко розмовляє шістьма мовами: латиською, російською, німецькою, трохи італійською та англійською, і звичайно, українською мовою. Співає дванадцятьма мовами.
У вільний час співак захоплюється кухарством та любить рибалити.

## Оперні партії
- «Аїда» (Джузеппе Верді) — Радамес

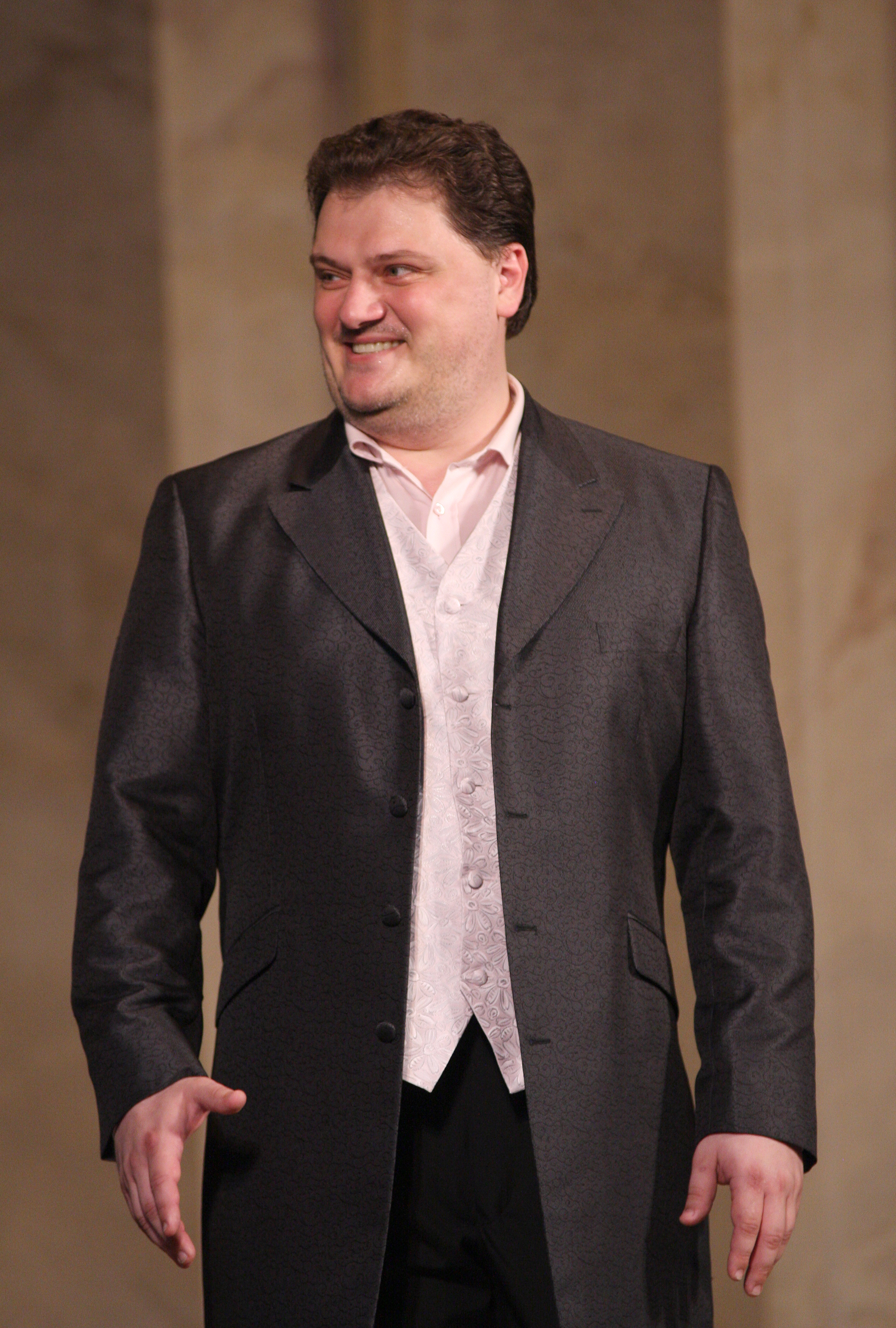
Олександр Антоненко. 2014

- «Борис Годунов» (Модест Мусоргський) — самозванець
- «Винова краля» (Петро Чайковський) — Герман
- «Дівчина з Заходу»[it] (Джакомо Пуччіні) — Дік Джонсон
- «Дон Жуан» (Вольфганг Амадей Моцарт) — Оттавіо
- «Євгеній Онєгін» (Петро Чайковський) — Ленський
- «Кармен» (Жорж Бізе) — дон Хосе
- «Леді Макбет Мценського повіту» (Дмитра Шостаковича) — Сергій
- «Летючий голландець» (Ріхард Вагнер) — Ерік
- «Манон Леско» (Джакомо Пуччіні) — кавалер де Ґріє, студент
- «Набукко» (Джузеппе Верді) — Ісмаель
- «Норма» (Вінченцо Белліні) — Поліоне
- «Отелло» (Джузеппе Верді) — Отелло
- «Паяци» (Руджеро Леонкавалло) — Каніо
- «Плащ» (Джакомо Пуччіні) — Луїджі
- «Русалка» (Антонін Дворжак) — принц
- «Самсон і Даліла»[fr] (Каміль Сен-Санс) — Самсон
- «Сільська честь» (П'єтро Масканьї) — Туріду
- «Тоска» (Джакомо Пуччіні)
- «Травіата» (Джузеппе Верді) — Альфредо
- «Трубадур» (Джузеппе Верді) — Манріко
- «Турандот» (Джакомо Пуччіні) — Калаф

## Дискографія
- 2015 — «Арії та дуети Верді, Пуччіні та Чайковського» (CD, альбом), Дінара Алієва, Олександр Антоненко, Міський симфонічний оркестр Каунаса, Костянтин Орбелян, Ніколаус Ленгоф[de]
- 2017 — «Турандот» (опера на три дії), Ніна Штемме, Олександр Антоненко, Марія Агреста, хор і оркестр театру Ла Скала, Рікардо Чаї[it]

## Фільмографія
- 2005 : Опера «Кармен» (відео) [Архівовано 15 вересня 2020 у Wayback Machine.] (Жорж Бізе) / (Carmen (Video) ) — дон Хосе
- 2008 : Опера «Отелло» (трейлер) (Джузеппе Верді) / (Otello (TV Movie) ) — Отелло
- 2012 : Опера «Дівчина з Заходу» (трейлер) (Джакомо Пуччіні) / (La Fanciulla del West (TV Movie) ) — Дік Джонсон
- 2012 : «Триптих»[it] (телееріал) — Опера «Плащ» (відео) (Джакомо Пуччіні) / (Il trittico — Il tabarro (TV Series) ) — Луїджі
- 2006 — дотепер : Метрополітен-опера HD прямий ефір (телееріал) / (The Metropolitan Opera HD Live, TV Series (2006–) ):
  - 2010 : Опера «Борис Годунов» (відео) (Модест Мусоргський) / (Mussorgsky: Boris Godunov ) — чернець Григорій, пізніше претендент на російський престол
  - 2014 : Опера «Кармен» (відео) (Жорж Бізе) / (Bizet: Carmen ) — дон Хосе
  - 2015 : Опера «Отелло» (фінал) (Джузеппе Верді) / (Verdi: Otello ) — Отелло
  - 2018 : Опера «Аїда» (фільм) (Джузеппе Верді) / (Verdi: Aida ) — Радамес